# De Sabran
La famiglia Sabrano (denominata in francese Sabran, talvolta preceduti dalle preposizioni de o De e di o Di) è stata una famiglia nobile italiana e francese, originaria della Linguadoca-Rossiglione.

## Storia

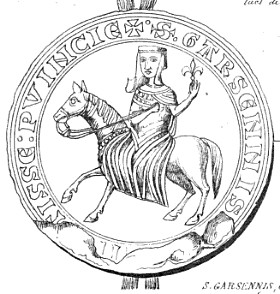
Sigillo di Garsenda di Sabran

La famiglia Sabrano trae il proprio nome dal comune francese di Sabran, situato nella Linguadoca-Rossiglione, all'epoca facente parte del siniscalcato di Beaucaire, posto nei pressi di Uzès. Il primo della famiglia di cui si hanno notizie è Rostaino I di Sabran (Rostaing I de Sabran), vescovo di Uzès a partire dal 945. La casata partecipò alla prima crociata in Terrasanta con Gibelino e Guglielmo di Sabran. Garsenda di Sabran, figlia di Raniero I, sposando nel 1193 Alfonso II di Provenza, divenne nonna di quattro future regine: Margherita di Provenza, moglie di Luigi IX di Francia; Eleonora di Provenza, moglie di Enrico III d'Inghilterra; Sancha di Provenza, moglie di Riccardo di Cornovaglia; e Beatrice di Provenza, moglie di Carlo I d'Angiò. La casata si estinse in via maschile con Elzearo Zozimo di Sabran (Elzéar Zozime de Sabran) (1764-1847), il quale sposò Vittorina di Pontevès (Victorine de Pontevès) (1790-1862).

## Albero genealogico
Di seguito è riportato l'albero genealogico della famiglia Sabrano da Elizario ad Ermingano, secondo le ricostruzioni dei genealogisti Biagio Aldimari, Carlo De Lellis e Scipione Ammirato:
|                  |                  |           |           |           |           |                     |                     |                        |                        |           |           |          |          |          |          |          |          |
|                  |                  |           |           |           |           |                     |                     |                        | Elizario               |           |           |          |          |          |          |          |          |
|                  |                  |           |           |           |           |                     |                     |                        |                        |           |           |          |          |          |          |          |          |
|                  |                  |           |           |           |           |                     |                     |                        |                        |           |           |          |          |          |          |          |          |
|                  |                  |           |           |           |           |                     | Ermingano           | Ermingano              | Sibilla                | Sibilla   | Ugonna    | Ugonna   |          |          |          |          |          |
|                  |                  |           |           |           |           |                     |                     |                        |                        |           |           |          |          |          |          |          |          |
|                  |                  |           |           |           |           |                     |                     |                        |                        |           |           |          |          |          |          |          |          |
|                  |                  |           | Elzearo   | Elzearo   | Sibiletta | Sibiletta           | Cecilia             | Cecilia                | Guglielmo              | Guglielmo | Eustasio  | Eustasio |          |          |          |          |          |
|                  |                  |           |           |           |           |                     |                     |                        |                        |           |           |          |          |          |          |          |          |
|                  |                  |           |           |           |           |                     |                     |                        |                        |           |           |          |          |          |          |          |          |
|                  |                  | Ludovico  | Ludovico  |           |           | Guglielmo "Gorello" | Guglielmo "Gorello" | Giannotto/Giovannuccio | Giannotto/Giovannuccio | Eleazario | Eleazario | Laudonia | Laudonia | Giovanna | Giovanna | Isabella | Isabella |
|                  |                  |           |           |           |           |                     |                     |                        |                        |           |           |          |          |          |          |          |          |
|                  |                  |           |           |           |           |                     |                     |                        |                        |           |           |          |          |          |          |          |          |
| Roberta "Rovara" | Roberta "Rovara" | Ermingano | Ermingano | Francesca | Francesca | Laudonia            | Laudonia            |                        |                        |           |           |          |          |          |          |          |          |
|                  |                  |           |           |           |           |                     |                     |                        |                        |           |           |          |          |          |          |          |          |
|                  |                  |           |           |           |           |                     |                     |                        |                        |           |           |          |          |          |          |          |          |
|                  | Luigi            | Luigi     | Algiaso   | Algiaso   |           |                     |                     |                        |                        |           |           |          |          |          |          |          |          |
|                  |                  |           |           |           |           |                     |                     |                        |                        |           |           |          |          |          |          |          |          |
|                  |                  |           |           |           |           |                     |                     |                        |                        |           |           |          |          |          |          |          |          |
|                  | Ermingano        |           |           |           |           |                     |                     |                        |                        |           |           |          |          |          |          |          |          |

## Membri principali

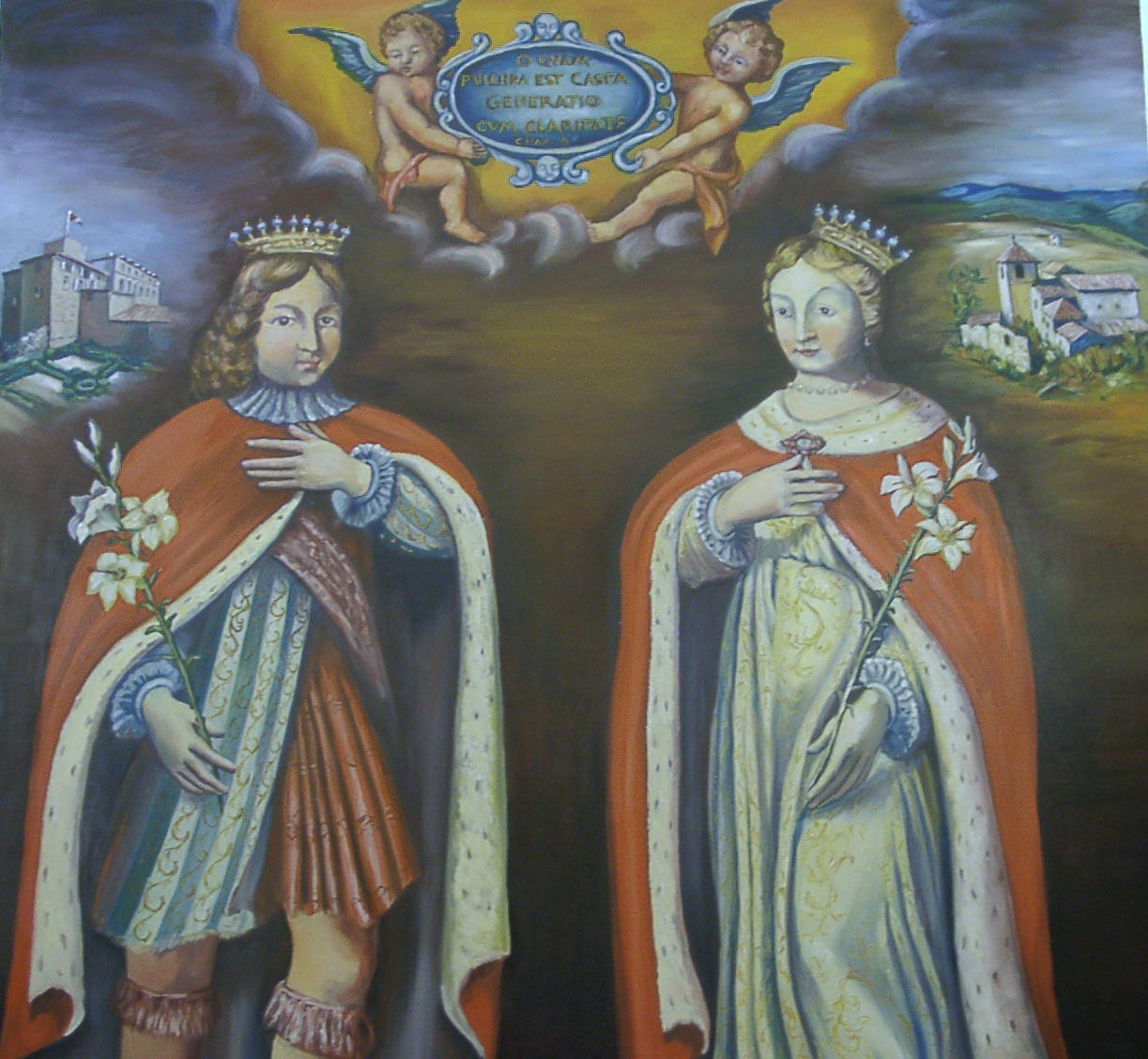
Elzearo di Sabrano e sua moglie Delfina del Pozzo in un dipinto situato in una chiesa di Puimichel

- Gibelino di Sabran, arcivescovo di Arles, legato pontificio e patriarca latino di Gerusalemme, il quale prese parte alla prima crociata in Terrasanta;
- Guglielmo di Sabran, conte di Forcalquier, il quale prese parte alla prima crociata in Terrasanta e sposò prima Bertranda di Porcelet e poi Margherita di Salins;
- Garsenda di Sabran, contessa consorte di Forcalquier e di Provenza per aver sposato Alfonso II di Provenza;
- Elzearo di Sabrano, conte di Ariano, venerato insieme alla moglie Delfina del Pozzo come santo dalla Chiesa cattolica;
- Eleazario di Sabrano, nipote del precedente, fu vescovo di Chieti e cardinale.